# Pinguicula bissei
Pinguicula bissei är en tätörtsväxtart som beskrevs av S. Jost Casper. Pinguicula bissei ingår i släktet tätörter, och familjen tätörtsväxter. Inga underarter finns listade i Catalogue of Life.